# Natale Attanasio
Natale Attanasio (Catania, 24 dicembre 1845 – Roma, 1923) è stato un pittore, scenografo e illustratore italiano.

## Biografia
Studiò all'Istituto di Belle Arti di Napoli, dove fu allievo di Domenico Morelli.
Divenne celebre come soggettista di opere storiche e di genere, ma anche come ritrattista.
Partecipò a varie esposizioni partenopee organizzate dalla Promotrice è tra i quadri: Pensiero dominante (1876); Ricchezza e miseria, Gulnava e Lacrime e delitti (1877; Esposizione Nazionale di Napoli).
Nel 1882 si trasferì a Roma.
Nel 1884 presentò all'esposizione torinese quella che viene considerata la sua più celebre opera, Sunt lacrimae rerum (detta anche Le pazze), con cui vinse il primo premio. L'opera fu poi acquistata dalla Galleria d’Arte Moderna. Portata all'Esposizione Nazionale di Palermo (1891), è oggi nelle collezioni del Museo Civico di Catania al Castello Ursino.
Un'altra opera Bernardo Palissy (Bernard Palissy) divenne nota dopo l'acquisizione da parte di Re Umberto per la Galleria d’Arte di Palermo.
Nella sua città natale lavorò sottocommissione per le decorazioni del ridotto del Teatro Massimo Bellini e dell'abside della chiesa del Carmine. A Palermo decorò il palazzo del principe Montevago e a Roma la sala della lettura del Senato.
Dal 1886 al 1889 insegnò alla Scuola d'Arte e Mestieri di Catania.

## Opere
Al Museo Civico al Castello Ursino (Catania):
- Tasso e il cardinale d'Este, olio su tela, donazione di Maria Brizzi De Federicis, 1967.
- Sunt Lacrima Rerum, di cui è presente anche un bozzetto
- Donne ai Campi
- Le tentazioni di San Girolamo
- Ritratto del Figlio
- Ritratto di Calcedonio Reina
- Ritratto di Donna